# Niederried bei Interlaken
Niederried bei Interlaken es una comuna suiza del cantón de Berna, situada en el distrito administrativo de Interlaken-Oberhasli. Limita al noroeste con la comuna de Habkern, al noreste con Oberried am Brienzersee, al sureste con Iseltwald, al sur con Bönigen, y al suroeste con Ringgenberg.
Hasta el 31 de diciembre de 2009 situada en el distrito de Interlaken.

## Turismo
- Playa sobre el lago de Brienz.

## Transporte
- Puerto sobre el lago de Brienz.
- Línea ferroviaria Interlaken - Brunig – Lucerna